# Décharge corollaire
Copie efférente
Pour les articles homonymes, voir Décharge et Corollaire.
En neurosciences, une décharge corollaire (ou copie efférente) est une copie des signaux moteurs (les signaux neuronaux envoyés aux muscles ou à d'autres organes capables d'une action physique ou chimique) adressée aux systèmes sensoriels, ce qui leur permet de prévoir les effets de cette action sur l'environnement et de réagir en conséquence (notamment, en les ignorant au profit de ceux dus à d'autres causes).

## Histoire
Les termes de copie efférente et de décharge corollaire apparaissent en 1950, mais la reconnaissance de ce phénomène remonte à 1613, quand François d'Aguilon affirme que l'âme possède la faculté de percevoir le mouvement des yeux. Le thème est ensuite développé par Johann Georg Steinbuch en 1811 et Hermann von Helmholtz en 1854 : dès qu'un animal bouge, il crée une version miroir de sa propre volonté, qu'il utilise pour prévoir les conséquences sensorielles de ses actions.

## Exemples
Les poissons-éléphants disposent de trois types d'électrorécepteurs, chargés de détecter les signaux électriques émis respectivement par le poisson lui-même, les autres poissons-éléphants et les proies potentielles : les décharges corollaires permettent aux récepteurs des 2e et 3e types d'ignorer les signaux électriques auto-produits,.
Les décharges corollaires permettent aux grillons qui stridulent d'ignorer le son de leurs propres appels, aux poissons de ressentir les flux générés par d'autres poissons sans les confondre avec les leurs et aux vers de terre de ramper sur le sol sans se recroqueviller comme ils le font quand ils sont touchés par un animal ou un instrument.
Chez l'Homme, les décharges corollaires sont responsables de différents ressentis considérés comme normaux mais en fait paradoxaux : quand on tourne la tête on ressent le paysage comme fixe (au contraire de l'observation d'un panoramique au cinéma, par exemple), on n'arrive pas à se chatouiller soi-même, etc. Le bulbe olfactif émet aussi des signaux différents, pour un même stimulus, selon qu'on inspire ou qu'on expire.

## Troubles
Une étude de 2013 met en relation la schizophrénie avec un dysfonctionnement des décharges corollaires, qui seraient notamment la cause des hallucinations auditives et des illusions de passivité,.